# Jan Snoek
Jan Snoek (La Haya, 15 de noviembre de 1896-La Haya, 11 de enero de 1981) fue un deportista neerlandés que compitió en ciclismo en la modalidad de pista. Ganó una medalla de plata en el Campeonato Mundial de Ciclismo en Pista de 1925, en la prueba de medio fondo.

## Medallero internacional
| Campeonato Mundial | Campeonato Mundial       | Campeonato Mundial | Campeonato Mundial |
| Año                | Lugar                    | Medalla            | Competición        |
| ------------------ | ------------------------ | ------------------ | ------------------ |
| 1925               | Ámsterdam (Países Bajos) | Medalla de plata   | Medio fondo (P)    |